# Have a Nice Day (Bon-Jovi-Album)
Have a Nice Day (englisch für: „Einen schönen Tag noch“) ist das neunte Studioalbum der US-amerikanischen Rockband Bon Jovi. Es ist das erste Album, das unter dem Produzenten John Shanks entstand, welcher auch die beiden folgenden Alben der Gruppe produzierte.

## Entstehung
Ursprünglich sollte das Album „Welcome to Wherever You Are“ heißen, der Titel eines weiteren Songs des Albums. Man entschied sich dann jedoch für den Namen „Have a Nice Day“, welcher vor allem auf den Frust nach den vergangenen US-Präsidentschaftswahlen basierte. Jon Bon Jovi hatte sich im Wahlkampf intensiv für den demokratischen Herausforderer John Kerry eingesetzt und verarbeitete in dem gleichnamigen Song seine Enttäuschung über dessen Niederlage gegen George W. Bush. Das Cover wurde von dem deutschen Fotografen Olaf Heine gestaltet.
Das Album wurde im Herbst 2004 aufgenommen. Da Jon Bon Jovi jedoch lange an der Qualität der Songs zweifelte, schrieb er noch vier weitere, woraufhin die Veröffentlichung des Albums nach hinten verschoben wurde.
Die Aufnahmen gestalteten sich anders, als bei den Alben davor. Shanks war am Songwriting beteiligt. Auf den ersten Aufnahmen wurde Jon Bon Jovi nur durch Shanks und Sambora als Gitarristen unterstützt, den Rest übernahm ein Drum-Computer.
Am 2. November 2005 startete die Tournee zum Album und endete am 29. Juli 2006 mit dem dritten von drei Konzerten im Giants Stadium von New Jersey.

## Titelliste
1. Have a Nice Day (Jon Bon Jovi, Richie Sambora, John Shanks) – 3:49
2. I Want to Be Loved (Jon Bon Jovi, Richie Sambora, John Shanks) – 3:49
3. Welcome to Wherever You Are (Jon Bon Jovi, Richie Sambora, John Shanks) – 3:47
4. Who Says You Can’t Go Home (Jon Bon Jovi, Richie Sambora) – 4:40
5. Last Man Standing (Jon Bon Jovi, Billy Falcon) – 4:37
6. Bells of Freedom (Jon Bon Jovi, Desmond Child, Richie Sambora) – 4:55
7. Wildflower (Jon Bon Jovi) – 4:13
8. Last Cigarette (Jon Bon Jovi, David Bryan) – 3:38
9. I Am (Jon Bon Jovi, Richie Sambora, John Shanks) – 3:58
10. Complicated (Jon Bon Jovi, Billy Falcon, Max Martin) – 3:37
11. Novocaine (Jon Bon Jovi) – 4:49
12. Story of My Life (Jon Bon Jovi, Billy Falcon) – 4:08
13. Who Says You Can’t Go Home (Jon Bon Jovi, Richie Sambora) – 3:50 (Duettversion mit Jennifer Nettles)

### Bonustracks (Japan, Großbritannien, Australien und Asien)
1. Dirty Little Secret (Jon Bon Jovi, Richie Sambora, John Shanks, Desmond Child) – 3:37
2. Unbreakable (Jon Bon Jovi, Richie Sambora, David Bryan) – 3:52

### Bonustrack (Japan)
1. These Open Arms (Jon Bon Jovi, Desmond Child) – 3:42

### Bonustracks der Special Edition
Am 21. Mai 2010 erschien das Album in einer klanglich überarbeiteten Version, die außerdem folgende Liveaufnahmen beinhaltet, die während der Have-a-Nice-Day-Tour aufgenommen wurden:
1. Have a Nice Day (Jon Bon Jovi, Richie Sambora, John Shanks) – 4:05 (live)
2. Last Man Standing (Jon Bon Jovi, Billy Falcon) – 5:35 (live)
3. Story of My Life (Jon Bon Jovi, Billy Falcon) – 5:22 (live)
4. Who Says You Can’t Go Home (Jon Bon Jovi, Richie Sambora) – 3:50 (live, Duettversion mit Jennifer Nettles)

## Informationen zu einzelnen Liedern
Die Single Have a Nice Day wurde erstmals 2005 bei Live 8 präsentiert.
Bells of Freedom ist eine Variation von Bob Dylans Chimes of Freedom. Dylan ist nach dem Tod von Johnny Cash im Jahr 2003, für Frontman Jon Bon Jovi auch der Last Man Standing:

„Als Johnny Cash starb, da nahm ich meine Gitarre in die Hand und hatte diese Idee, dass Bob Dylan der – last man standing –, der letzte Verbleibende, war. Der letzte der wirklichen Götter. Ich habe bei dem Song also an Dylan, Cash, Lennon und Elvis gedacht.“

Der US-amerikanische Bonustrack Who Says You Can’t Go Home, ein Duett mit Jennifer Nettles von der Band Sugarland, war entstanden, da Richie Sambora und Jon Bon Jovi der Meinung waren, dass der Song zwar gut in einen Country-Radiosender passen würde, aber er ein wenig zu rockig ist. Daher suchten sie die Unterstützung einer Country-Künstlerin. Diese fand sich in Nettles, da sie die drei Anforderungen von Bon Jovi erfüllte, die er an die zu suchende Künstlerin stellte: Er mochte ihre Stimme und die Songs ihres Albums und war der Meinung, dass sie in der Lage wäre, die Texte überzeugend zu vermitteln. Der Song wurde als Single ausgekoppelt und schaffte es an die Spitze der US-amerikanischen Billboard Hot Country Singles. Außerdem gewann der Song bei den Grammy Awards 2007 den Grammy in der Kategorie Beste Zusammenarbeit mit Gesang – Country. Jon Bon Jovi hatte ursprünglich den Eindruck gehabt, Who Says You Can’t Go Home hätte kein Hitpotenzial:

“I thought for sure this was going to be a universal, timeless theme song of unity, diversity. Not a hit, not even close. Swing and a miss.”

Die Veränderung des Stils der Band zur Country-Musik hin wird auf dem Nachfolgealbum Lost Highway aus dem Jahr 2007 deutlich fortgeführt.

## Rezeption
Have a Nice Day war für drei Wochen an der Spitze der deutschen Albumcharts. In den USA und Großbritannien war das Album eine Woche auf Platz 2. Weitere Nummer-1-Platzierungen gelangen in Australien, Japan, Kanada, Korea, Mexiko, Niederlande, Österreich, Peru, Schweiz und Zypern. Weltweit verkaufte sich das Album über 7 Millionen Mal, womit es erfolgreicher ist als sein Vorgänger (Bounce) und auch sein Nachfolger (Lost Highway).
Michael Rensen gab im Rock-Hard-Magazin folgendes Urteil ab: „Zugegeben: Bon Jovi waren für den Verfasser dieser Zeilen jahrelang der Inbegriff des widerlich-aalglatten US-Bubblegum-Hardrock – so sympathisch wie Taubenscheiße auf dem Fahrradsattel, so kulturell wertvoll und endverblödet eskapistisch wie Karl Moiks Mutantenstadtl. Objektiv betrachtet muss man allerdings zugeben, dass die New-Jersey-Boys erstens nie so schlecht wie ihr Ruf waren und zweitens mittlerweile so weit gereift sind, dass man sich ihren Sound bei langen Autofahrten oder entspannten Gartenpartys problemlos, ja sogar mit Wohlwollen anhören kann. Have A Nice Day gehört zu den härtesten Alben von Jon Bon & Co., gefällt mit gut abgehangenem Gitarrenrock-Futter und nervt nur selten mit Schlüpferstürmer-Balladenschwulst. Das Quartett schafft es sogar, einen gewissen Tiefgang zu vermitteln und das Wohlfühlen-um-jeden-Preis-Flair stellenweise gegen eine nachdenklichere, lebensnähere Atmosphäre einzutauschen. Und ein Hookline-König vor dem Herrn – das werden selbst verbissenste Extrem-Metal-Puristen nicht abstreiten können – ist Jon Bon Jovi eh schon immer gewesen.“ Rensen vergab 7 von zehn möglichen Punkten.